# 앵글인의 교회사

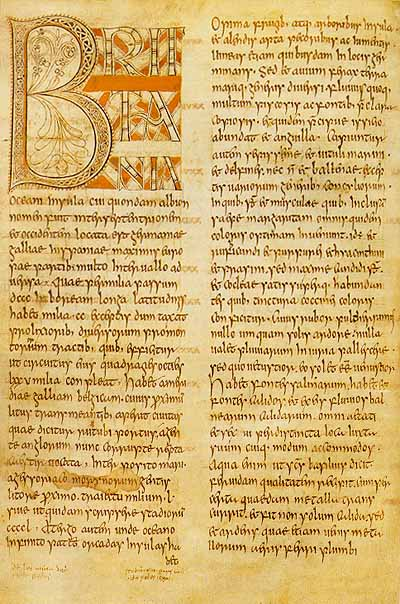

『앵글인의 교회사』(라틴어: Historia ecclesiastica gentis Anglorum 히스토리아 에첼레시아스티카 겐티스 앙글로룸[*])는 731년경 베다 베네라빌리스가 쓴 역사서로, 앵글로색슨 잉글랜드의 기독교 교회의 역사를 서술한 것이다. 동서 교회의 분열이 일어나기 전의 로마 전례와 켈트 기독교 사이의 분쟁을 주로 다루고 있다. 원본은 라틴어로 쓰여졌다.
앵글로색슨인의 역사를 알기 위해 가장 중요한 1차사료 중 하나이며, 잉글랜드인이라는 국민정체성의 형성에도 중요한 역할을 했다.